# Alegeri legislative în Letonia, 2006

Alegeri parlamentare au avut loc în Letonia la 7 octombrie 2006.

## Rezultate
| Partid                                                   | Voturi    | %    | Locuri | +/– |
| -------------------------------------------------------- | --------- | ---- | ------ | --- |
| Partidul Poporului                                       | 177,481   | 19.7 | 23     | +3  |
| Uniuena legumicultorilor și fermierilor                  | 151,595   | 16.8 | 18     | +6  |
| Partidul Noua Eră                                        | 148,602   | 16.5 | 18     | –8  |
| Centrul Armonia                                          | 130,887   | 14.5 | 17     | New |
| Partidul Național Armonia                                | 77,869    | 8.6  | 10     | 0   |
| Pentru patrie și libertate                               | 62,989    | 7.0  | 8      | +1  |
| Pentru Drepturile Omului în Letonia Unită                | 54,684    | 6.1  | 6      | –19 |
| Partidul Social Democrat Muncitoresc Letonian            | 31,728    | 3.5  | 0      | 0   |
| Alianta populista Motherland                             | 18,860    | 2.1  | 0      | New |
| Partidul Totul pentru Lativia!                           | 13,469    | 1.5  | 0      | New |
| Partidul Noua Democrație                                 | 11,505    | 1.3  | 0      | New |
| Partidul Pensionarilor și Seniorilor                     | 7,175     | 0.8  | 0      | New |
| Țara lui Mara                                            | 4,400     | 0.5  | 0      | 0   |
| Partidul Eurosceptic                                     | 3,365     | 0.4  | 0      | New |
| Partidul Țara Noastră                                    | 2,065     | 0.2  | 0      | New |
| Partidul Echității Sociale                               | 1,575     | 0.2  | 0      | New |
| Uniunea Puterii Naționale                                | 1,172     | 0.1  | 0      | New |
| Latvian's Latvia National Political Defence Organisation | 1,130     | 0.1  | 0      | New |
| Uniunea Patriei Mamă                                     | 1,114     | 0.1  | 0      | New |
| Invalid/voturi nule                                      | 7,311     | –    | –      | –   |
| Total                                                    | 908,976   | 100  | 100    | 0   |
| Populație                                                | 1,490,636 | 61.0 | –      | –   |
| Sursa: Nohlen & Stöver                                   |           |      |        |     |

## Legături externe
- en  http://web.cvk.lv/pub/public/28333.html Arhivat în 11 mai 2013, la Wayback Machine.
- lv  http://www.velesanas2006.cvk.lv/ Arhivat în 13 octombrie 2006, la Wayback Machine.